# ライフ・サイエンス
株式会社ライフ・サイエンス（LIFE SCIENCE CO.LTD.）は、日本の出版社。
1973年ライフ・サイエンス創立。医学・薬学領域を専門とする出版社。